# ГИПРОВУЗ
ГИПРОВУЗ — советский государственный институт по проектированию высших учебных заведений «ГИПРОВУЗ» Госкомитета СССР по народному образованию. Существовал с 1947 по 1991 год.

## История создания

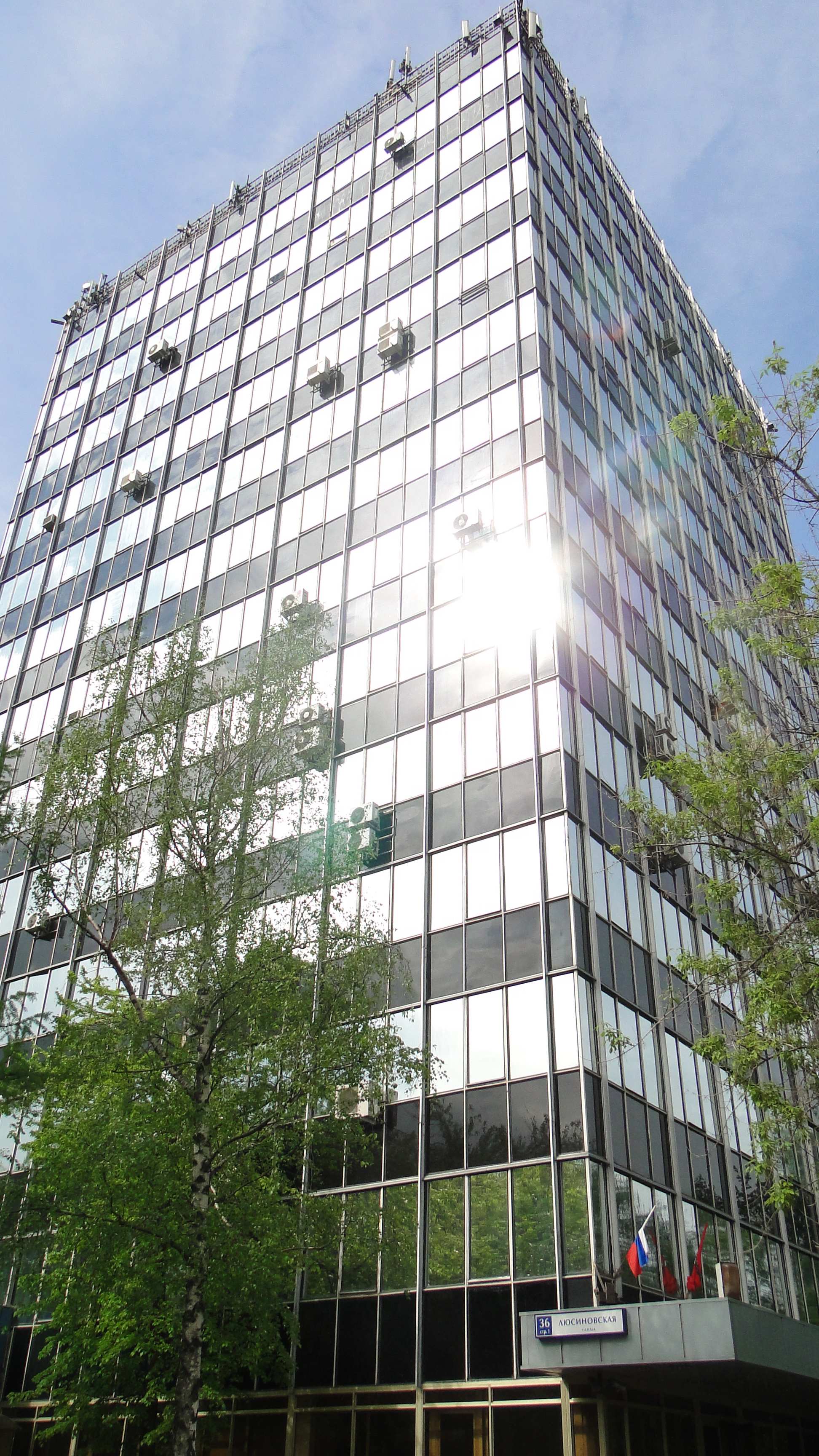
Здание ГИПРОВУЗа в Москве

ГИПРОВУЗ был создан в Москве постановлением Совета Министров СССР от 14 февраля 1947 года. Институт занимался проектированием зданий высших учебных заведений и зарубежных объектов образования и обучения.
С 1974 года располагался в доме 36 (к. 1) по улице Люсиновская.

## Административная подчинённость
- с 1947 по 1988 — Министерство высшего и среднего специального образования СССР.
- с 1986 по 1991 — Госкомитет СССР по народному образованию.

## Проекты института
ГИПРОВУЗ разрабатывал проектную документацию для Саратовского, Бакинского, Новосибирского и Ленинградского университетов; Свердловского, Владимирского, Иркутского и Карагандинского политехнических институтов; Иркутского и Магнитогорского горно-металлургических институтов; Криворожского горнорудного института; Уфимского, Чувашского, Северо-Осетинского, Костромского, Иркутского и Великолукского, Фрунзенского, Ташкентского, Самаркандского, Таджикского сельскохозяйственных институтов; Таганрогского радиотехнического института; Куйбышевского планового института и института инженеров транспорта, Карагандинского медицинского и педагогического институтов, Андижанского института хлопководства, Одесского института инженеров морского флота, физического факультета КГУ.  Документы по проектированию технологического института для Бирмы, педагогического института для Эфиопии, политехнического института для Вьетнама, высшей административной школы и стадиона для Мали, горно-нефтяного техникума для Афганистана, технологического института для Индонезии, сельскохозяйственного института для Монголии, института нефти и газа для Алжира, лесотехнической школы для Камеруна.
ГИПРОВУЗом были разработаны типовые серии студенческих общежитий 1-404 («сталинская», 1952) и 1-300 («хрущевская», 1959—1960).

## Сотрудники
- Комарова, Лидия Константиновна (1902—2002) — советский архитектор, конструктивист. Заслуженный архитектор РСФСР.
- Либстер, Соломон Александрович (1905—1988) — советский архитектор и педагог.
- Факторович, Давид Евсеевич (1917—1993) — советский филолог, литературовед.
- Френкель, Константин Давидович (1912—1980) — советский архитектор. Заслуженный архитектор РСФСР.
- Чечельницкий Сергей Георгиевич — архитектор, Харьковский филиал ГИПРОВУЗа.

## Филиалы ГИПРОВУЗа
- Алма-Атинский филиал
- Днепропетровский филиал
- Пермский филиал
- Ташкентский филиал
- Харьковский филиал